# Цимискиева кула
Цимискиевата кула (на гръцки: Πύργος Τσιμισκή) е крепостно съоръжение, разположено на полуостров Света гора, Халкидики, Гърция.

## Местоположение
Кулата е разположена в югозападния ъгъл на крепостната стена на Великата лавра.

## История
За изграждането на кулата е премахната част от оригиналната стена на манастира. Кулата е построена в две строителни фази. Долната част е строена през византийската епоха в X или XI век. Ремонтирана е в 1325 година. В 1522 година Генадий Серски добавя последния етаж. В 1688 година е ремонтирана отново. Останалата част от южната стена до втората порта изглежда е построена в първия период от историята на манастира.

## Описание
Кулата е висока 24 m и е разделена на четири етажа. На горния етаж има параклис „Свети Стефан“, както и стая, в която се е помещавала библиотеката на манастира по време на османското владичество до 1854 година.